# Cross Border del Norte 2010
El Cross Border del Norte 2010 fue una edición de este torneo disputado en Posadas capital de Misiones, Argentina. Se hicieron presentes las uniones de Misiones, Noreste, Paraguay, que habían participado de un cross border en el 2008 (junto a Formosa) y la debutante Confederação Brasileira de Rugby.
Se jugó en régimen de play-off, cruzándose en los 2 partidos iniciales una unión afiliada a la Unión Argentina de Rugby con una selección perteneciente a la Confederación Sudamericana de Rugby; 48 horas después, los perdedores se enfrentaron para dirimir el tercer puesto y los ganadores el título. La cancha del Tacurú Social Club alojó los 4 partidos y vio al representante de Chaco y Corrientes (Noreste) levantar la copa.

## Equipos participantes
- Confederação Brasileira de Rugby (CBRu)
- Unión de Rugby de Misiones (URUMI)
- Unión de Rugby del Noreste (URNE)
- Unión de Rugby del Paraguay (URP)

## Play off
|  | Semifinales     | Semifinales     |    |          | Final           | Final           |  |
|  | 12 de noviembre | 12 de noviembre |    |          | 14 de noviembre | 14 de noviembre |  |
|  |                 |                 |    |          |                 |                 |  |
|  |                 |                 |    |          |                 |                 |  |
|  | Paraguay        | 5               |    |          |                 |                 |  |
|  | Noreste         | 77              |    |          |                 |                 |  |
|  |                 |                 |    |          |                 |                 |  |
|  |                 |                 |    |          |                 |                 |  |
|  |                 |                 |    |          | Noreste         | 25              |  |
|  |                 | Misiones        | 23 |          |                 |                 |  |
|  |                 |                 |    |          |                 |                 |  |
|  |                 |                 |    |          |                 |                 |  |
|  |                 |                 |    |          | Tercer lugar    |                 |  |
|  |                 |                 |    |          |                 |                 |  |
|  | Brasil          | 10              |    | Paraguay | 20              |                 |  |
|  | Misiones        | 26              |    |          | Brasil          | 17              |  |

## Semifinales[5]
| 12 de noviembre 16:00 | Paraguay | 5 - 77 | Noreste | cancha del Tacurú Social Club, Posadas, Argentina |  |

| 12 de noviembre 18:30 | Brasil | 10 - 26 | Misiones | cancha del Tacurú Social Club, Posadas, Argentina |  |
|                       |        |         |          | Árbitro(s): Luís Martínez (URUMI)                 |  |

## Tercer puesto
| 14 de noviembre 16:00 | Brasil | 17 - 20 | Paraguay | cancha del Tacurú Social Club, Posadas, Argentina |  |

## Final
| 14 de noviembre 18:30 | Noreste | 25 - 23 | Misiones | cancha del Tacurú Social Club, Posadas, Argentina |  |

| Bandera de la Provincia del Chaco · Bandera de la Provincia de Corrientes |
| Campeón Noreste                                                           |
|                                                                           |